# Moy Park
Moy Park er en britisk producent af fjerkrækød, som er baseret i Nordirland. De har kødproduktion i Irland, Frankrig, Storbritannien og Nederlandene. Moy Park har 6.300 ansatte (5.400 i Storbritannien). Selskabet ejes af amerikanske Pilgrim's Pride, der igen er majoritetsejet af brasilianske JBS S.A..
Moy Park blev etableret i 1943 i landsbyen Moygashel nær Dungannon, og de har fortsat produktion i Dungannon.